# Rolls-Royce Silver Cloud

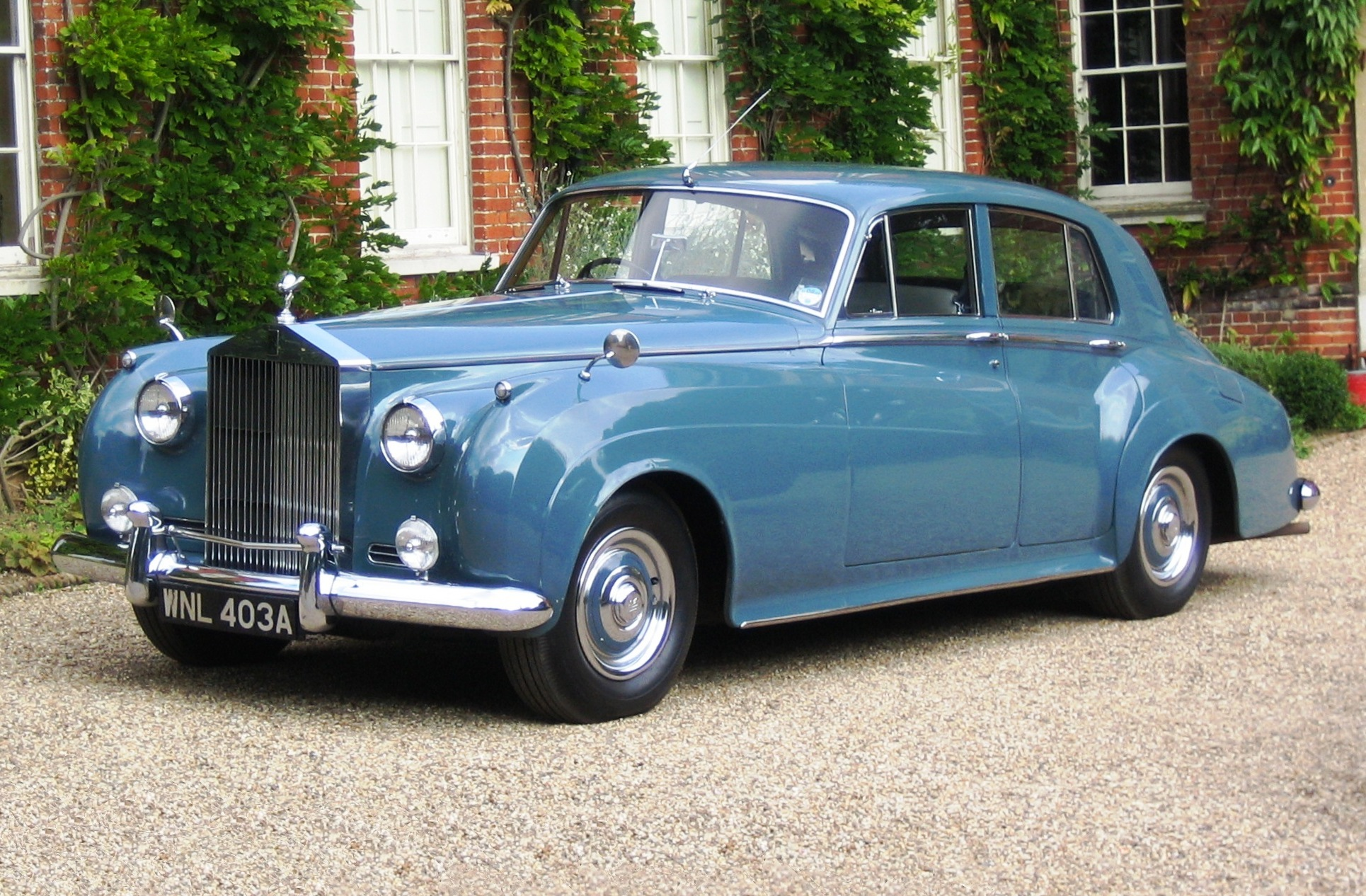
Une Rolls-Royce Silver Cloud de 1956.

La Rolls-Royce Silver Cloud, signifiant littéralement « Rolls-Royce Nuage d'argent », est le modèle le plus emblématique du constructeur britannique Rolls-Royce Limited après la Seconde Guerre mondiale. Cette gamme de voitures est construite du 15 avril 1955 jusqu'au 31 mars 1966. Elle remplace la Silver Dawn (« Aube argentée ») et est elle-même remplacée par la Silver Shadow (« Ombre argentée »), une autre icône de la marque.
La Silver Cloud est le pendant de la Bentley S (identique dans sa version standard, excepté la calandre et les badges).

## Rolls-Royce Silver Cloud I
La Rolls-Royce Silver Cloud I est, à l'image de ses prédécesseurs, toujours construite sur le principe du châssis séparé, ce qui facilite la préparation de versions spéciales par des carrossiers, même si en pratique, la majorité des voitures ont été vendues avec la carrosserie d'usine. La construction monocoque ne sera adoptée par Rolls-Royce qu'en 1965 à l'occasion du lancement de la Silver Shadow.

### Habitacle
Elle mesure 5,38 m de long, 1,89 m de large et pèse près de 1,95 tonne. Une version à empattement long, étirée de 101,6 mm, fut disponible à partir de septembre 1957, très similaire en apparence au modèle standard, mais offrant un espace accru pour les passagers arrière, et disponible avec ou sans 'séparation chauffeur'.

### Mécanique
Accouplé à une boîte de vitesses automatique à quatre rapports, son moteur est un six cylindres en ligne à double carburateur de 4,9 L de cylindrée développant 155 ch. Les freins sont hydrauliques et assistés. La suspension est à roues indépendantes à l'avant et à essieu rigide avec ressorts semi-elliptiques à l'arrière. L'assistance de direction devint une option en 1956 ainsi que l'air conditionné.
Une seule Silver Cloud Standard Saloon fut livrée avec une boite de vitesses manuelle, à la demande spéciale de son premier propriétaire, en 1955.

### Performance
Le magazine britannique The Motor essaya une série I en 1956 et nota une vitesse maximum de 165,6 km/h et une accélération de 0-97 km/h en 13,5 s. La consommation atteignit alors les 19,5 L/100 km.

## Rolls-Royce Silver Cloud II

### Mécanique
La Rolls-Royce Silver Cloud II a été présentée en 1959. Extérieurement, on note peu de modifications. En revanche, le moteur est désormais un V8 de 6,2 L de cylindrée, ce qui a pour conséquence une augmentation du poids de la voiture à 2,11 tonnes. Cela étant, les performances sont grandement améliorées avec une vitesse maximum annoncée qui passe à 183 km/h, ainsi que des gains notables en accélération et en reprise. La direction assistée fait désormais partie de l'équipement de série. Les vitres électriques deviennent disponibles en option.

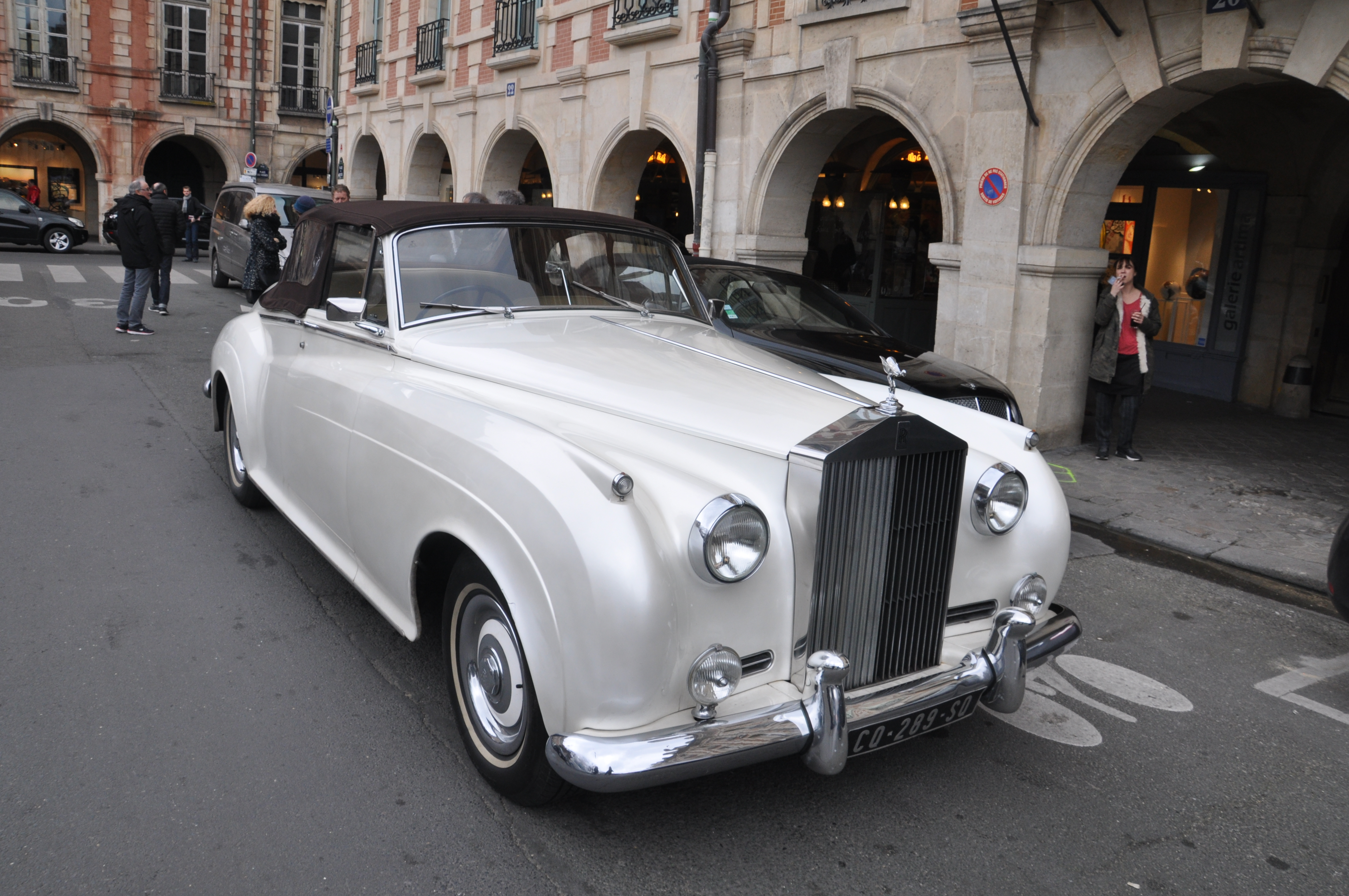
ROLLS ROYCE Silver Cloud cabriolet de 1956.

### Performance
Le magazine The Motor essaie une Cloud II en 1960. Ils mesurent une vitesse maxi de 168,5 km/h, et le 0 à 97 km/h en 10,9 s. La consommation s'élève à 22 l/100 km. La voiture coûte 6 092 £ TTC (soit plus de 118 000 £ de nos jours).

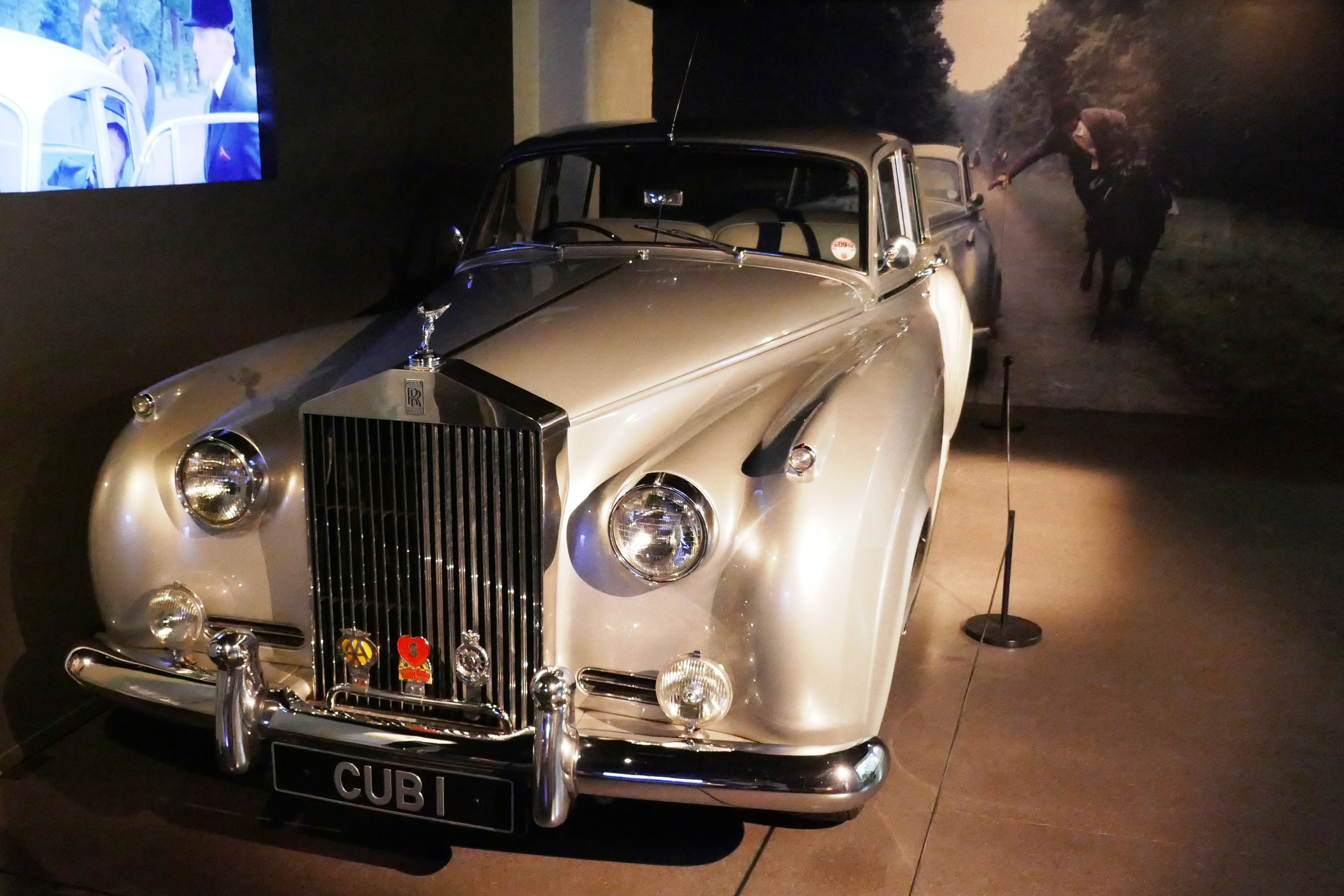
Cloud II du film Dangereusement vôtre.

### Au cinéma
La Silver Cloud était aussi la propriété du producteur Albert R. Broccoli et elle fait une apparition dans le film Dangereusement vôtre de la saga James Bond.
La Silver Cloud fait une apparition dans le film de 1984, Attention les dégâts ! (Non c'è due senza quattro) avec Bud Spencer et Terence Hill

## Rolls-Royce Silver Cloud III
La Rolls-Royce Silver Cloud III est présentée en 1963. Les dimensions extérieures sont légèrement diminuées, l'intérieur revu, et le poids réduit d'une centaine de kilogrammes. Les deux carburateurs SU sont modifiés, le taux de compression monté à 9:1, en raison de l'augmentation de l'indice d'octane de l'essence disponible sur les principaux marchés. Comme de coutume, Rolls-Royce refuse de diffuser la puissance du moteur, mais rend compte d'une amélioration d'environ 7 %. L'augmentation de la puissance et la diminution du poids améliorent légèrement les performances.
Les phares sont modifiés, passant de deux à quatre projecteurs, ce qui permettait d'habituer la clientèle à la physionomie de la future Silver Shadow, un modèle au sujet duquel la firme a commencé à réfléchir à partir de la fin des années 1950. À noter que le carrossier Mulliner Park Ward a produit une centaine d'exemplaires de Cloud III équipés des fameux « chinese eyes ». Un coupé de ce type a été la propriété de Peter Sellers pendant quatre ans, et un autre celui de Lucille Ball, entre autres.

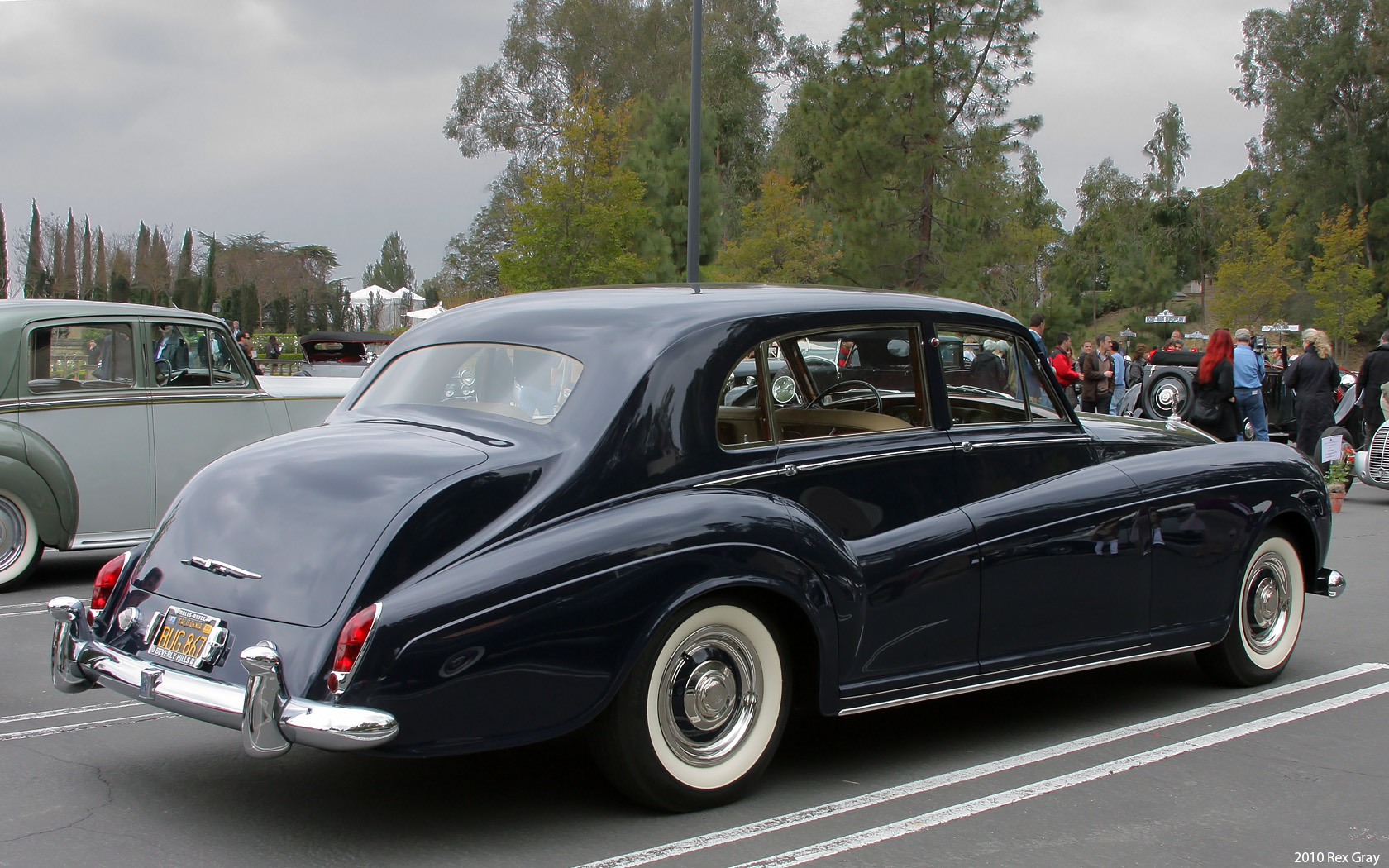
1963 Silver Cloud III James Young Berline à empattement long
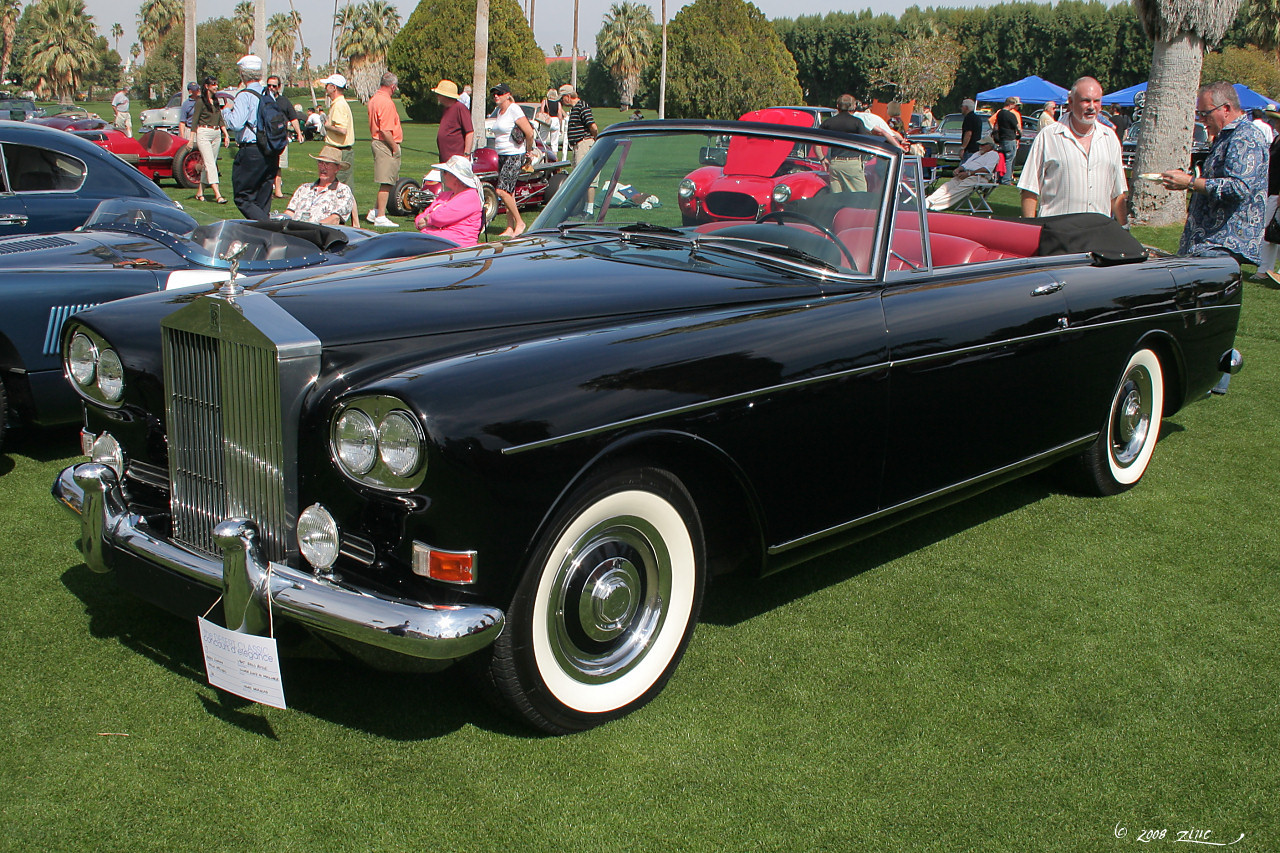
1960s Silver Cloud III Mulliner Park Ward coupé décapotable
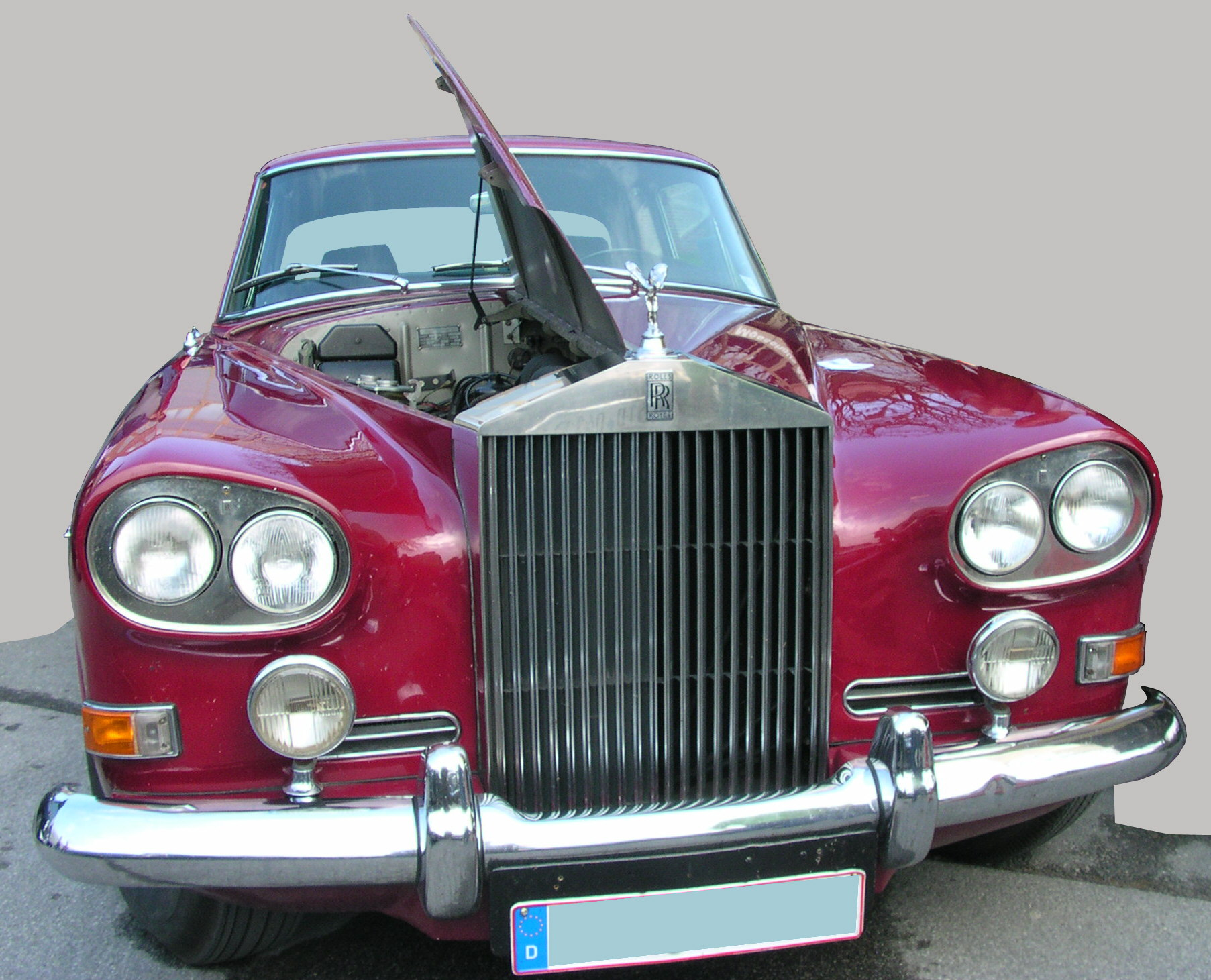
1964 Silver Cloud III Mulliner Park Ward coupé
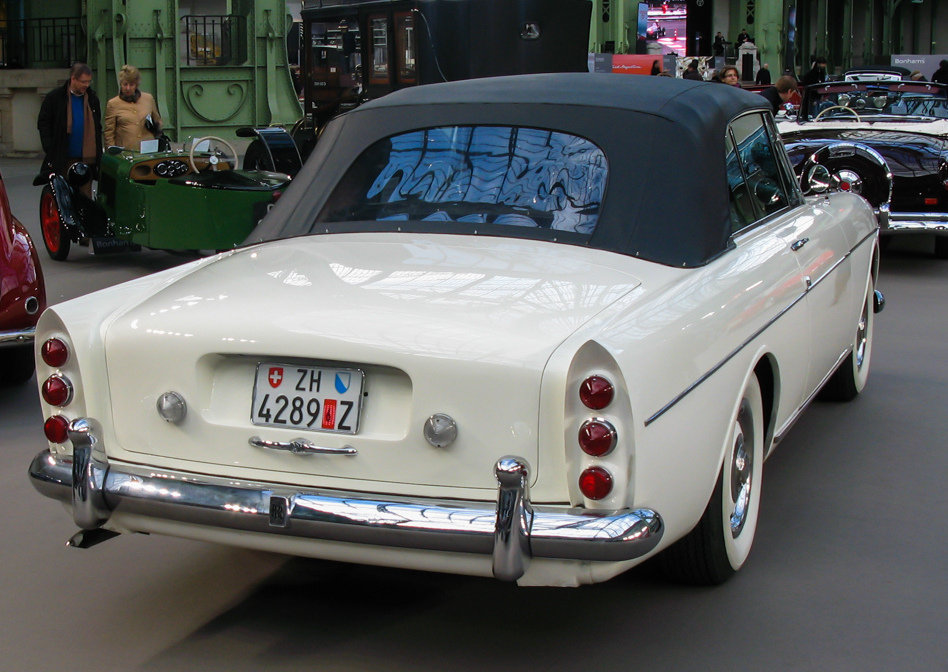
1966 Silver Cloud III Mulliner Park Ward coupé décapotable
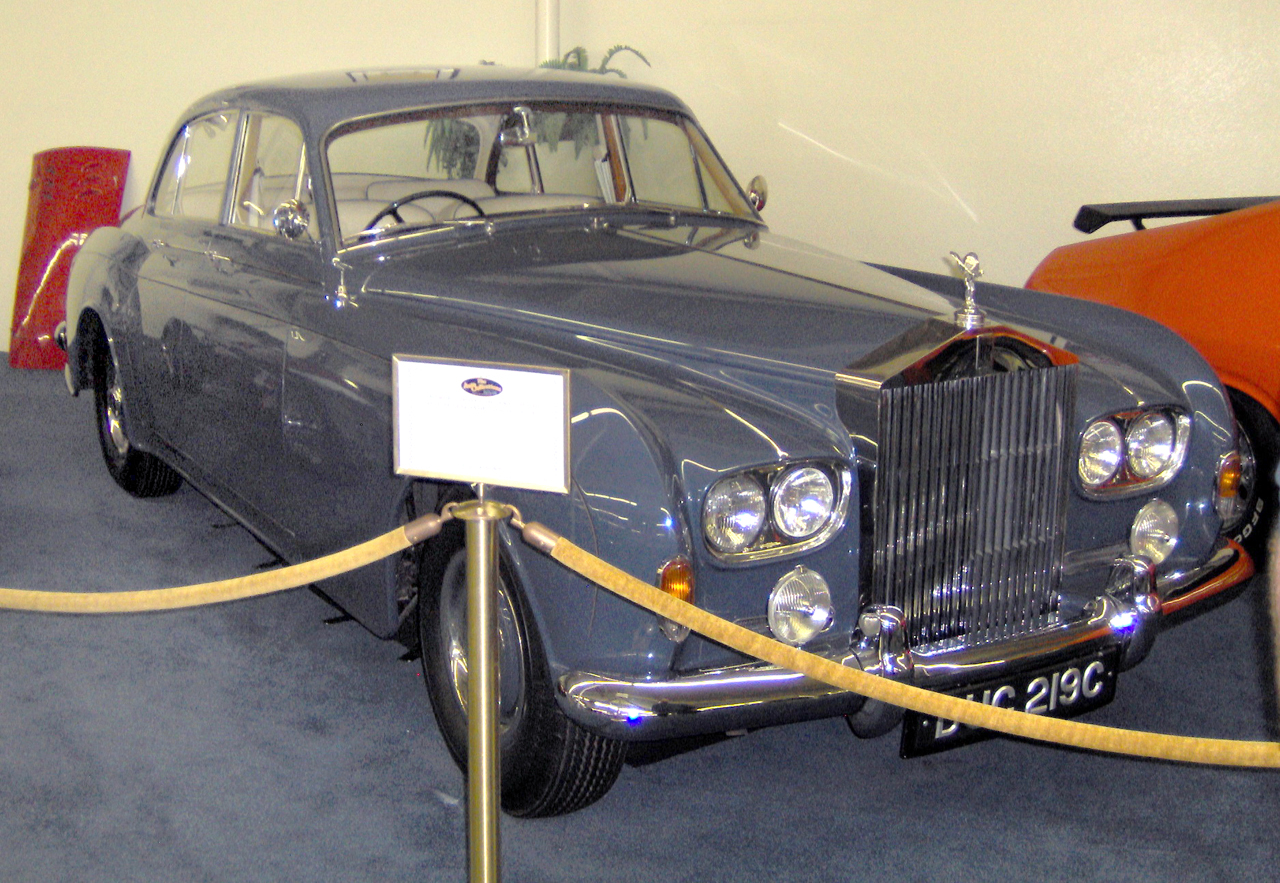
1965 Silver Cloud III James Young berline
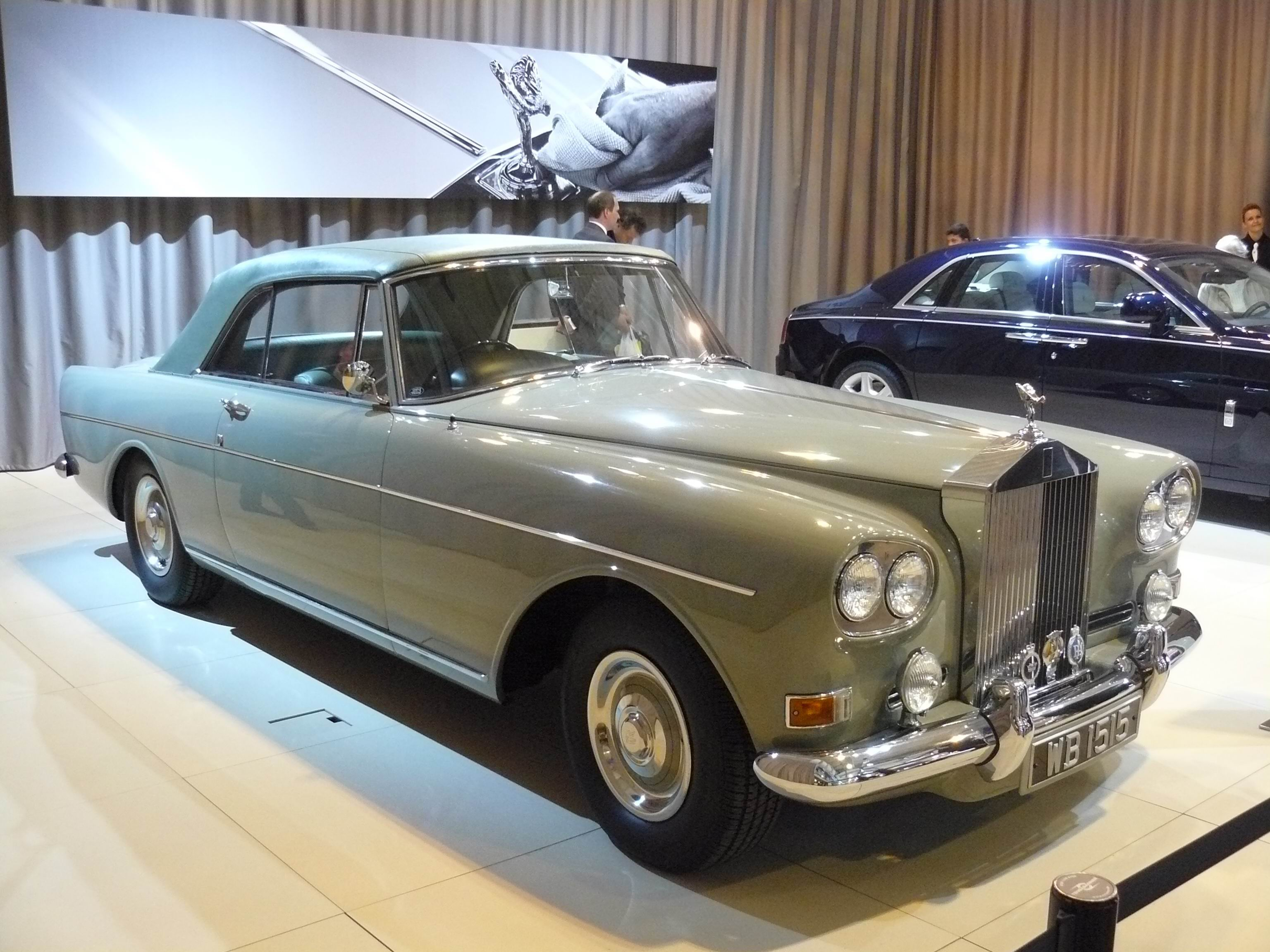
Le cabriolet Mulliner Park Ward de 1966.